# Калачеево
Калачеево (до 1938 — Клайн Шиллелен (нем. Klein Schillehlen), до 1946 — Клайншоллен (нем. Kleinschollen)) — посёлок в Краснознаменском городском округе Калининградской области. Входил в состав Алексеевского сельского поселения.

## История
Посёлок Калачеево образован после Великой Отечественной войны путем объединения нескольких населённых пунктов, крупнейшие из которых Клайншоллен (до 1938 года — Клайн Шиллелен) и Пёткен (до 1938 года — Пёткаллен). 

## Население
| 1867 | 1885 | 1910 | 1933 | 1939 | 2002 | 2010 |
| ---- | ---- | ---- | ---- | ---- | ---- | ---- |
| 132  | ↗139 | ↗147 | ↘123 | ↘121 | ↘60  | ↘54  |